# Agata Kopczyk
Agata Kopczyk, z d. Sarnik, primo voto Kiełtucka (ur. 11 stycznia 1968 w Czeladzi) – polska siatkarka, mistrzyni i reprezentantka Polski.

## Kariera sportowa
Jako zawodniczka Płomienia Sosnowiec zdobyła wicemistrzostwo Polski w 1989 i brązowy medal mistrzostw Polski w 1990, z Pałacem Bydgoszcz wywalczyła Puchar Polski w 1992 i mistrzostwo Polski w 1993. Od 1994 była zawodniczką  Augusto Kalisz. Z kaliskim klubem została wicemistrzynią Polski w 1996 oraz mistrzynią Polski w 1997 i 1998.
Z reprezentacją Polski juniorek wystąpiła na mistrzostwach Europy w 1986 (6. miejsce). W reprezentacji Polski seniorek debiutowała 13 kwietnia 1989 w towarzyskim spotkaniu z Koreą Północną. W tym samym roku wystąpiła na mistrzostwach Europy, zajmując z drużyną 9. miejsce. Ostatni raz w biało-czerwonych barwach zagrała 21 lutego 1995 w towarzyskim spotkaniu z CJD Berlin. Łącznie w biało-czerwonych barwach wystąpiła 67 razy.
Po zakończeniu kariery sportowej pracowała jako trener, od 2008 prowadziła drużyny młodzieżowe Pałacu Bydgoszcz, m.in. w 2013 zdobyła brązowy medal mistrzostw Polski kadetek, w sezonie 2014/2015 została trenerem drużyny seniorskiej bydgoskiego klubu, jako pierwsza kobieta w historii Orlen Ligi. Po słabych wynikach swojej drużyny zrezygnowała ze stanowiska w listopadzie 2014 i ponownie objęła drużynę młodzieżową.